# Plaza de Isaac Peral
La plaza de Isaac Peral, más conocida popularmente como plaza Peral, es una de las principales plazas de El Puerto de Santa María, dedicada al ilustre marino Isaac Peral.
Fue trazada en la segunda mitad del siglo XIX en el solar que dejó el derribo del antiguo convento de San Antonio de los Descalzos. La revolución de 1868 tuvo consecuencias fatales para el convento. El 21 de septiembre la Junta Revolucionaria acordó el desalojo de los religiosos de la orden Misioneros de Asia que ocupaban el edificio desde 1835. Tras la exclaustración de los frailes Descalzos se ordenó el inmediato derribo del inmueble arguyendo la carencia de espacios públicos que tenía el centro de la ciudad. En el solar se construyó un espacio para paseo de invierno, con nuevas fachadas, que se llamó plaza de la Libertad, posteriormente de Isaac Peral y el Palacio Municipal (Ayuntamiento de estilo neoclásico). 
Remodelada en el año 1994 debido a la construcción de unos aparcamientos subterráneos, la destrucción de un arbolado excepcional, formado por palmeras y araucarias centenarias, causó una gran polémica entre la población, pues se perdió un patrimonio irrecuperable. En la plaza se encuentra un monumento al comediógrafo Pedro Muñoz Seca.
- Datos: Q6079986